# Marcos Caruso
Marcos Caruso Vianna (São Paulo, 22 de febrero de 1952) es un autor y actor brasileño. Autor de novelas, obras de teatro y guiones de cine.

## Biografía
Se licenció en Derecho en la Facultad de Derecho del Largo de São Francisco.
Él es el autor de varias obras de teatro escritas con la actriz y autora Jandira Martini.
Estuvo casado durante veinte años con la actriz Jussara Freire, madre de sus dos hijos, Mari y Gaetano Caruso Caruso.
Su primer trabajo como autor, fue una adaptación de una obra de Monteiro Lobato para un programa de TV Globo.

## Carrera
Integró el grupo de teatro de Rei Momo de Cesar Vieira (Grupo Unión y Ojo vivo). Su primer papel en novelas fue en Aritana interpretando el papel de Marcolino en año 1978.

### Como actor

#### Televisión

##### Novelas
- 2018 - Pega Pega .... Pedrito
- 2015 - Reglas del juego .... Feliciano
- 2013 - Preciosa perla .... Arlindo Pacheco Leão
- 2013 - Una Gran familia .... Roble
- 2013 - El canto de la Sirena .... Flag Juracy
- 2012 - Avenida Brasil .... Leleco Araújo
- 2011 - Cuento encantado .... Patácio Peixoto
- 2010 - El Reloj de aventura .... Neco
- 2010 - Tiempos modernos .... Otto Niemann
- 2009 - Dilemas Irene - Su Cleber
- 2008 - Três Irmãs .... Dr. Alcides Aquila
- 2008 - Los casos y las posibilidades .... Adauto
- 2007 - Desire Prohibida .... Padre Ignacio Gouveia
- 2006 - Páginas de la vida .... Alex (Alexander Flores)
- 2005 - Bajo nueva dirección .... Ivan Pitanga
- 2004 - Como una ola .... Dr. Silver
- 2003 - Mujeres apasionadas .... Carlao (Carlos Duarte de Souza)
- 2002 - Corazón de Estudiante .... Dr. Raúl Gouveia
- 2001 - Presencia de Anita .... Gonzaga
- 1999 - Dercy Exteriores .... dirección
- 1998 - Sierra Azul .... Dr. Rivaldino Paleólogo
- 1995 - Sangue do meu sangue .... Cuente Giorgio La Fontana
- 1994 - Había seis .... Coma
- 1991 - El fantasma de la ópera .... Ronald Figueiredo
- 1990 - La historia de Ana Joe Thunder and Lightning .... locutor
- 1990 - La canción de las sirenas .... Helio
- 1990 - Pantanal .... Tiao
- 1984 - Jerome .... Dr. Otoniel
- 1982 - La Hija del Silencio
- 1981 - Viento del Mar abierto .... Rafael
- 1981 - Flores en la Sierra .... Gumercindo Cordero Piglet
- 1978 - Rueda de Fuego
- 1978 - Aritana .... Marcolino

#### Cine
- 2014 - Síndrome .... Edgar 2
- 2010 - Cilada.com .... Padre de la novia
- 2008 - Polaroids urbanos .... Adalberto
- 2006 - Irma Vap - The Return .... Octavio Goncalves
- 2006 - El diario de Tati ..... Padre de Tati
- 2005 - Después de lo de la bola .... Octavio
- 2005 - Lara ... Ary Barroso
- 2004 - Capital de Trabajo
- 2001 - Epitaph .... Quincas Borba
- 1979 - Las viudas Necesidad de Consolación

#### Teatro
- 1973: REI MOMO de Cesar Vieira (Grupo Unión y Ojo vivo)
- 1973 - O CARRASCO DO SOL de Peter Shaffer
- 1974: PERI E CECI de Jurandyr Pereira
- 1974 - TOME CONTA DE AMÈLIE de Georges Feydeau
- 1974 - ADEUS FADAS E BRUXAS de Ronaldo Ciambroni
- 1974 - MAROQUINHAS FRÚ-FRÚ de Maria Clara Machado
- 1975 - ALEGRO DESBUM de Oduvaldo Vianna Filho
- 1976 - OS PARCEIROS de Marcos Rey
- 1977 - O DIÁRIO DE ANNE FRANK de Goodrich y Hachett
- 1978 a 80: CAMAS REDONDAS, CASAIS QUADRADOS de Cooney y Chapman
- 1982 - MORRE O REI de Eugène Ionesco
- 1982 - VIVA SEM MEDO SUAS FANTASIAS SEXUAIS de John Tobias
- 1983 - AMANTE S/A de Chapman y Freeman
- 1984 - O PERÚ de Georges Feydeau
- 1985 - O AVESSO DO AVESSO
- 1986-87: SUA EXCELÊNCIA O CANDIDATO de Jandira Martini y Marcos Caruso
- 1987 - O VISON VOADOR de Ray Cooney
- 1988 - TUDO NO ESCURO de Peter Shaffer
- 1989 - JOGO DE CINTURA de Jandira Martini y Marcos Caruso
- 1993 a 96 - PORCA MISÉRIA de Jandira Martini y Marcos Caruso
- 1997 - OS REIS DO IMPROVISO de Jandira Martini y Marcos Caruso
- 1998 - PORCA MISÉRIA de Jandira Martini y Marcos Caruso
- 1999-2001: HONRA de Joana Murray Smith
- 2001-2005: INTIMIDADE INDECENTE de Leilah Assunção
- 2006-2008: OPERAÇÃOABAFA de Jandira Martini y Marcos Caruso
- 2009: AS PONTES DE MADISON de Robert James Waller

### Como autor

#### En la televisión
- 1996 - Brave (en colaboración con Jandira Martini)
- 1990 - La historia de Anne Ray y Joe Trueno (autor principal)
- 1983 - Arm Wrestling (autor principal)
- 1982 - Campeón (coautor/substituto el final de la novela)
- 1982 - La Hija del Silencio (coautor / reposición al final de la novela)
- 1981 - Señora Santa (coautor con Geraldo Vietri)
- 1981 - Casa Irene (coautor con Geraldo Vietri)

#### En el cine
- 2006 - Trair e Coçar É só Começar
- 2005 - El matrimonio de Romeo y Julieta
- 1992 - Su Excelencia el Candidato

#### En el teatro
- Trair e coçar é só começar 1979 - Recuerdo Brasileño de un texto en cartas desde 1986 hasta hoy
- Su Excelencia el candidato - en colaboración con Jandira Martini 1984
- Juego de cintura - en colaboración con Jandira Martini 1988
- Poca Miseria - en colaboración con Jandira Martini 1992
- Los Reyes de la Improvisación - en asociación con Jandira Martini 1998
- Operação Abafa - en colaboración con Jandira Martini 2004